# Liste der Kulturdenkmale in Kleinbauchlitz
In der Liste der Kulturdenkmale in Kleinbauchlitz sind die Kulturdenkmale des Döbelner Stadtteils Kleinbauchlitz verzeichnet, die bis Oktober 2022 vom Landesamt für Denkmalpflege Sachsen erfasst wurden (ohne archäologische Kulturdenkmale). Die Anmerkungen sind zu beachten.
Diese Aufzählung ist eine Teilmenge der Liste der Kulturdenkmale in Döbeln.

## Kleinbauchlitz
| Bild                                    | Bezeichnung                                                                              | Lage                                 | Datierung | Beschreibung | ID       |
| --------------------------------------- | ---------------------------------------------------------------------------------------- | ------------------------------------ | --- | --- | -------- |
| Weitere Bilder                          | Eisenbahnbrücke über die Freiberger Mulde                                                | (Flurstücke 154/2 und 173/1) (Karte) | 1846–1847 | Vierbogige Natursteinbrücke der Bahnstrecke Riesa–Chemnitz (6255, sä. RC), landschaftsprägende Eisenbahnbrücke, verkehrstechnisches Zeugnis. Vier große Rundbögen aus großen Steinblöcken (regelmäßig) überspannen die Freiberger Mulde, schichtrechtes Mauerwerk, 97 m lang, ca. 11 m hoch. Bahnstrecke wichtige zweigleisige sächsische Hauptbahn, seit 1847 in Betrieb, verläuft von Riesa über Döbeln und Mittweida nach Chemnitz und ist Teil der Verbindung Berlin–Chemnitz, Hauptzweck: Anschluss der Stadt Chemnitz und der an der Strecke befindlichen kleinen und mittleren Orte mit den im 19. Jahrhundert entstandenen Fabriken an das sächsische Eisenbahnnetz, elektrifiziert. | 09206261 |
| Weitere Bilder                          | Hauptbahnhof Döbeln mit Bahnsteigüberdachung sowie eine Kanalabdeckung neben dem Bahnhof | Am Hauptbahnhof 1 (Karte)            | 1869/1870 (Empfangsgebäude); 1888 (Bahnsteig); 1894 (Schachtabdeckung); bezeichnet mit 1895 (Fußgängerunterführung) | Baugeschichtlich und ortsgeschichtlich von Bedeutung, repräsentatives Gebäude in neogotischen und neoromanischen Formen, straßenbildprägender Bau mit zwei wuchtigen Türmen, seltener Typus eines Keilbahnhofes. Gebäude ist saniert, Erdgeschoss mit Putznutung, hohe Rundbogenfenster, Obergeschoss ebenfalls Rundbogenfenster, Gebäude wird flankiert von zwei wuchtigen Türmen. Kanalabdeckung der Königlichen Marienhütte (Zwickau). | 09206250 |
|                                         | Wohnhäuser einer Wohnanlage                                                              | Bahnhofstraße 24, 24a, 24b (Karte)   | Um 1935 | Zeittypische Putzbauten in gutem Originalzustand, Anklänge an die Moderne, markante Erker, gestalterische Betonung des mittleren Gebäude-Eingangs (Nummer 24a), stadtbaugeschichtlich und baukünstlerisch bedeutsam, bauliche Einheit mit Lindenallee 2–10. Dreigeschossig, Schleppputz, innen original mit Terrazzoböden. | 09206269 |
| Direkt Bild zu diesem Denkmal hochladen | Wohnhaus in offener Bebauung                                                             | Eisenbahnstraße 3 (Karte)            | Um 1840, später verändert                                                                                           | Rittergut Kleinbauchlitz, auffälliges Wohngebäude, neobarocke, straßenbildprägende Kubatur. Zweigeschossig, Mittelrisalit, Dreieckgiebel, späterer Anbau, Mansarddach. | 09207710 |
|                                         | Villa in offener Bebauung und Einfriedung                                                | Grimmaische Straße 28 (Karte)        | Um 1900 | Gründerzeitlicher Klinkerbau in Anlehnung an den Schweizer-Haus-Stil, sehr guter Originalzustand, baukünstlerisch von Bedeutung. Eingeschossig, hölzerne Blendgiebel, roter Klinker, Zwillingsfenster im Dacherker, hölzerne Dachhäuschen, Polygonalmauerwerk im Sockel. | 09206270 |
| Weitere Bilder                          | Wohnhäuser einer Wohnanlage                                                              | Lindenallee 2, 4, 6, 8, 10 (Karte)   | Bezeichnet mit 1935                                                                                                 | Zeittypische Wohnhäuser, straßenbildprägende Erker (Nummer 2 und 4) mit qualitätvollen Reliefs (Darstellung der Jahreszeiten), stadtbaugeschichtlich und baukünstlerisch bedeutsam, bauliche Einheit mit Bahnhofstraße 24–24a. Dreigeschossige Putzbauten, Schlepputz, Fensterläden fehlen. | 09206268 |
| Direkt Bild zu diesem Denkmal hochladen | Villa Sturm                                                                              | Mastener Straße 20 (Karte)           | Um 1910 | Baugeschichtlich von Bedeutung, im Heimat- und Landhausstil, nahezu vollständig im Originalzustand erhaltenes Gebäude von bemerkenswerter Qualität. Bruchsteinsockel mit Putzfassade, vielgliedrige Dachlandschaft, aufwendig gestalteter Balkon und Wintergarten, originale Fenster, Haustür, Bleiglasfenster, Putz, Biberschwanzdeckung, Verschieferung, Kellerfenstergitter, überdachter Eingangsbereich mit originalen Bodenfliesen. | 09206460 |
| Direkt Bild zu diesem Denkmal hochladen | Wohnstallhaus                                                                            | Teichstraße 14 (Karte)               | Bezeichnet mit 1828                                                                                                 | Baugeschichtlich und sozialgeschichtlich von Bedeutung, zeittypisches, ländliches Wohnhaus mit Fachwerkobergeschoss, eines der letzten Zeugnisse der dörflichen Bebauung, straßenbildprägend. Erdgeschoss massiv, westliche Giebelwand erneuert (entstellend), Natursteintürgewände, Fenster- und Haustür entstellend erneuert, neue Dachdeckung, Fachwerk auf originalem Fachwerk aufgebrettert. | 09206253 |

## Tabellenlegende
- Bild: Bild des Kulturdenkmals, ggf. zusätzlich mit einem Link zu weiteren Fotos des Kulturdenkmals im Medienarchiv Wikimedia Commons. Wenn man auf das Kamerasymbol klickt, können Fotos zu Kulturdenkmalen aus dieser Liste hochgeladen werden:
- Bezeichnung: Denkmalgeschützte Objekte und ggf. Bauwerksname des Kulturdenkmals
- Lage: Straßenname und Hausnummer oder Flurstücknummer des Kulturdenkmals. Die Grundsortierung der Liste erfolgt nach dieser Adresse. Der Link (Karte) führt zu verschiedenen Kartendiensten mit der Position des Kulturdenkmals. Fehlt dieser Link, wurden die Koordinaten noch nicht eingetragen. Sind diese bekannt, können sie über ein Tool mit einer Kartenansicht einfach nachgetragen werden. In dieser Kartenansicht sind Kulturdenkmale ohne Koordinaten mit einem roten bzw. orangen Marker dargestellt und können durch Verschieben auf die richtige Position in der Karte mit Koordinaten versehen werden. Kulturdenkmale ohne Bild sind an einem blauen bzw. roten Marker erkennbar.
- Datierung: Baubeginn, Fertigstellung, Datum der Erstnennung oder grobe zeitliche Einordnung entsprechend des Eintrags in der sächsischen Denkmaldatenbank
- Beschreibung: Kurzcharakteristik des Kulturdenkmals entsprechend des Eintrags in der sächsischen Denkmaldatenbank, ggf. ergänzt durch die dort nur selten veröffentlichten Erfassungstexte oder zusätzliche Informationen
- ID: Vom Landesamt für Denkmalpflege Sachsen vergebene, das Kulturdenkmal eindeutig identifizierende Objekt-Nummer. Der Link führt zum PDF-Denkmaldokument des Landesamtes für Denkmalpflege Sachsen. Bei ehemaligen Kulturdenkmalen können die Objektnummern unbekannt sein und deshalb fehlen bzw. die Links von aus der Datenbank entfernten Objektnummern ins Leere führen. Ein ggf. vorhandenes Icon  führt zu den Angaben des Kulturdenkmals bei Wikidata.